# Jeannie Berlin
Jeannie Berlin, född 1 november 1949 i Los Angeles, Kalifornien, är en amerikansk skådespelare och manusförfattare. Berlin är känd för sin roll i filmen The Heartbreak Kid, som hon mottog Golden Globe och Oscarsnomineringar för.

## Biografi
Berlin föddes som Jeannie Brette May i Los Angeles och är dotter till skådespelaren Elaine May (född Berlin) och uppfinnaren Marvin May. May regisserade filmen The Heartbreak Kid, där Berlin fick ta emot Golden Globe och Oscarsnomineringar för bästa kvinnliga biroll.
Under 1970-talet var hon även med i filmerna Getting Straight (1970), The Strawberry Statement (1970), Portnoy's Complaint (1971) och Sheila Levine Is Dead and Living in New York (1975). Hon hade även en huvudroll i Old Fashioned Murder, ett avsnitt från 1976 av TV-serien Columbo. Efter en flera decennier lång frånvaro från skådespelandet, var hon med i filmerna Margaret (2011) och Inherent Vice (2014).
Berlin gjorde sin teaterdebut på Broadway i Mays pjäs, After the Night and the Music (2005). 2012 uppträdde hon i pjäsen Other Desert Cities på Mark Taper Forum i Los Angeles.

## Filmografi
| År   | Titel                                        | Roll             | Notering                                                                                           |
| ---- | -------------------------------------------- | ---------------- | -------------------------------------------------------------------------------------------------- |
| 1969 | In Name Only                                 | Heather          | |
| 1970 | Getting Straight                             | Judy Kramer      | |
| 1970 | The Strawberry Statement                     | En flicka        | |
| 1970 | On a Clear Day You Can See Forever           | Flicka i barnhem | |
| 1970 | Move                                         |                  | |
| 1970 | The Baby Maker                               | Charlotte        | |
| 1971 | Two on a Bench                               | Harriet          | |
| 1972 | Portnoy's Complaint                          | Bubbles Girardi  | |
| 1972 | Bone                                         | Flickan          | |
| 1972 | I figli chiedono perché                      |                  | |
| 1972 | The Heartbreak Kid                           | Lila Kolodny     | Nominerad—Oscar för bästa kvinnliga biroll Nominerad—Golden Globe Award för bästa kvinnliga biroll |
| 1973 | Why?                                         | The Junkie       | |
| 1975 | Sheila Levine Is Dead and Living in New York | Sheila Levine    | |
| 1976 | Columbo                                      | Janie Brandt     | Avsnitt: Old Fashioned Murder                                                                      |
| 1990 | In the Spirit                                | Crystal          | |
| 2003 | Miss Match                                   | Risa Barbeko     | Avsnitt: Matchmaker, Matchmaker                                                                    |
| 2011 | Margaret                                     | Emily            | |
| 2013 | My Friend Vijay                              | Mrs. Korokowski  | |
| 2014 | Inherent Vice                                | Aunt Reet        | |
| 2016 | Café Society                                 | Rose             | |
| 2016 | The Night Of                                 | Helen Weiss      | TV-serie                                                                                           |